# Grilo Falante
Grilo Falante é a versão Disney do original Il Grillo Parlante, um personagem fictício criado pelo escritor italiano Carlo Collodi para seu livro infantil de 1883, As Aventuras de Pinóquio, que Walt Disney adaptou para o filme de animação Pinóquio. Ele é um companheiro sábio e bem-humorado de Pinóquio em suas aventuras. Foi criado para ser um tipo de consciência de Pinóquio.
Seu nome original Jiminy Cricket era inicialmente apenas um eufemismo para a expressão Jesus Cristo! (Jesus Christ) e devido ao sucesso da mesma, e suas variantes, veio a se tornar o nome do personagem.

## Quadrinhos
Sua primeira aparição nos quadrinhos foi em 1939 numa tira de jornal intitulada Pinóquio. Esta mesma história foi publicada no Brasil em 1953 na revista Mickey #4.
Já apareceu em mais de 200 histórias em quadrinhos, sendo a maioria delas como a consciência de Pinóquio.

## Depois de Pinóquio
O Grilo Falante apareceu em diversos filmes e especiais da Disney, como em Como é Bom se Divertir e Mickey Mouse Club. Também apareceu em diversos jogos da série Kingdom Hearts.

## Nomes em outros idiomas
- Alemão: Jimminy Grille
- Chinês: 蟋蟀 先生
- Croata: Cvrčak Cvrčo
- Dinamarquês: Jesper Fårekylling
- Eslovênio: Čriček Čuri
- Espanhol: Pepito Grillo, Pepe Grillo
- Finlandês: Samu Sirkka
- Francês: Jiminy Criquet
- Grego: Τζίμινι Κρίκετ
- Húngaro: Tücsök Tihamér
- Holandês: Japie Krekel
- Inglês: Jiminy Cricket
- Italiano: Grillo Parlante
- Japonês: ジミニークリケット
- Norueguês: Timmi Gresshoppe
- Polonês: Świerszcz Jiminy
- Sérvio: Cvrčak Cvrčo
- Sueco: Benjamin Syrsa